# 楊定真
楊定真（？—？），五代十国时马楚軍事人物。
楊定真擔任楚武穆王馬殷的靜江軍使。開平初年，淮南將領劉存等人入侵马楚，陣容鼎盛；馬殷有點兒害怕，但楊定真卻恭賀馬殷：「我軍將勝出！」馬殷問他何解，他解釋：「打仗戒懼就會勝出，驕傲就會失敗。現在淮南軍隊奔向我國城池，就是驕傲輕敵的表現；而大王覺得恐懼，我就知道這次我軍將會勝利。」之後马楚軍隊果然俘虜劉存殺之，馬殷佩服他有先見之明。
不久楊定真遷任水軍都指揮使，乾化時吳越國將領陳璋侵犯岳州，捉拿當地刺史苑玫。馬殷下令楊定真率令軍隊救苑玫，唯沒有成果，其後不知所終。